# Auguste Mercier

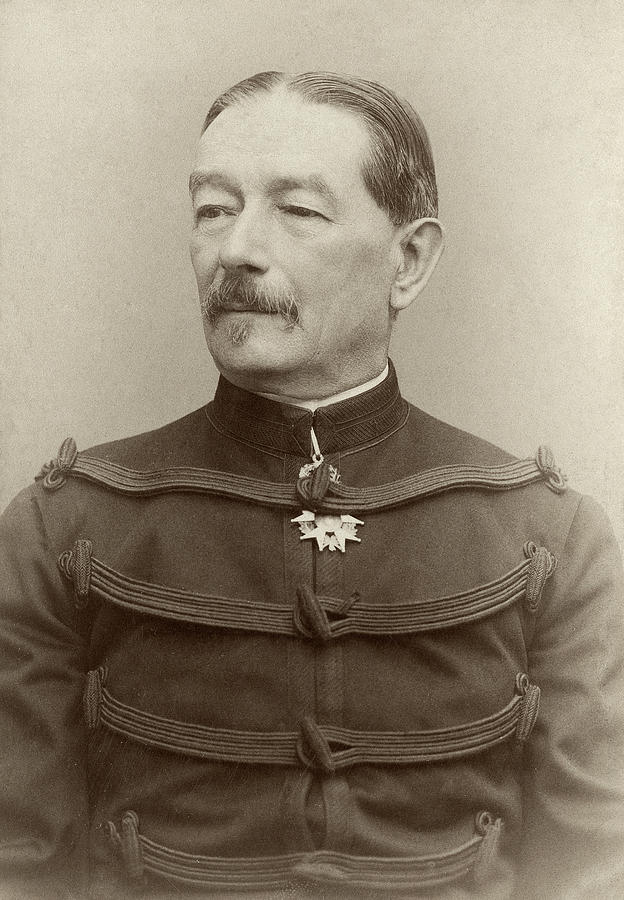
Auguste Mercier

Auguste Mercier (Arras, 8 december 1833 - Parijs, 3 maart 1921) was een Frans militair en politicus.
Auguste Mercier studeerde aan de École Polytechnique (1852-) en volgde een militaire opleiding. In 1856 bereikte hij de rang van tweede luitenant en in 1857 werd hij bevorderd luitenant en in 1860 tot kapitein. Hij diende vervolgens in het Franse leger in Mexico (1861-1864). 
Tijdens de Frans-Duitse oorlog werd Mercier gevangengenomen door de Duitsers in de omgeving van Metz (1870). In 1871 - nog tijdens de oorlog - kwam hij vrij en werd commandant van de 16e Batterie van het 6e leger. 
In 1872 werd Mercier bevorderd tot majoor, in 1876 tot luitenant-kolonel en in 1879 tot kolonel. Van 1874 tot 1880 stond hij aan het hoofd van een militaire school en in 1884 werd hij directeur van de administratie op het Ministerie van Oorlog en brigadegeneraal. Na zijn bevordering tot divisiegeneraal in 1889, nam zijn invloed binnen het Ministerie van Oorlog toe. In hetzelfde jaar werd hij lid van het Technisch Comité van de Artillerie en lid van het Buskruit en Salpeter Comité. Van 3 december 1893 tot 26 januari 1895 was generaal Mercier Minister van Oorlog in de kabinetten-Casimir-Périer en Dupuy. Als minister kreeg hij te maken met de Dreyfus-affaire. De joodse kapitein Alfred Dreyfus werd ervan beschuldigd geheime informatie naar de Duitsers te hebben doorgespeeld. Op 15 oktober 1894 ondertekende generaal Mercier het arrestatiebevel van Alfred Dreyfus. Tot aan zijn dood in 1921 was Mercier overtuigd van Dreyfus' schuld, hoewel kapitein Dreyfus reeds op 13 juli 1906 van alle blaam was gezuiverd en onschuldig was verklaard.
Na zijn aftreden als minister werd generaal Mercier in 1898 senator.